# Walhalla (Carolina do Sul)
Walhalla é uma cidade localizada no estado norte-americano da Carolina do Sul, no Condado de Oconee.

## Demografia
Segundo o censo norte-americano de 2000, a sua população era de 3801 habitantes.
Em 2006, foi estimada uma população de 3704, um decréscimo de 97 (-2.6%).

## Geografia
De acordo com o United States Census Bureau tem uma área de
9,7 km², dos quais 9,6 km² cobertos por terra e 0,1 km² cobertos por água. Walhalla localiza-se a aproximadamente 295 m acima do nível do mar.

## Localidades na vizinhança
O diagrama seguinte representa as localidades num raio de 16 km ao redor de Walhalla.